# Борислав (Лодзинське воєводство)
Борислав (пол. Borysław) — село в Польщі, у гміні Ґлухув Скерневицького повіту Лодзинського воєводства.
Населення — 278 осіб (2011).
У 1975-1998 роках село належало до Скерневицького воєводства.

## Демографія
Демографічна структура станом на 31 березня 2011 року:
|          | Загалом | Допрацездатний вік | Працездатний вік | Постпрацездатний вік |
| -------- | ------- | ------------------ | ---------------- | -------------------- |
| Чоловіки | 136     | 32                 | 91               | 13                   |
| Жінки    | 142     | 33                 | 74               | 35                   |
| Разом    | 278     | 65                 | 165              | 48                   |